# Ulrike Holmer

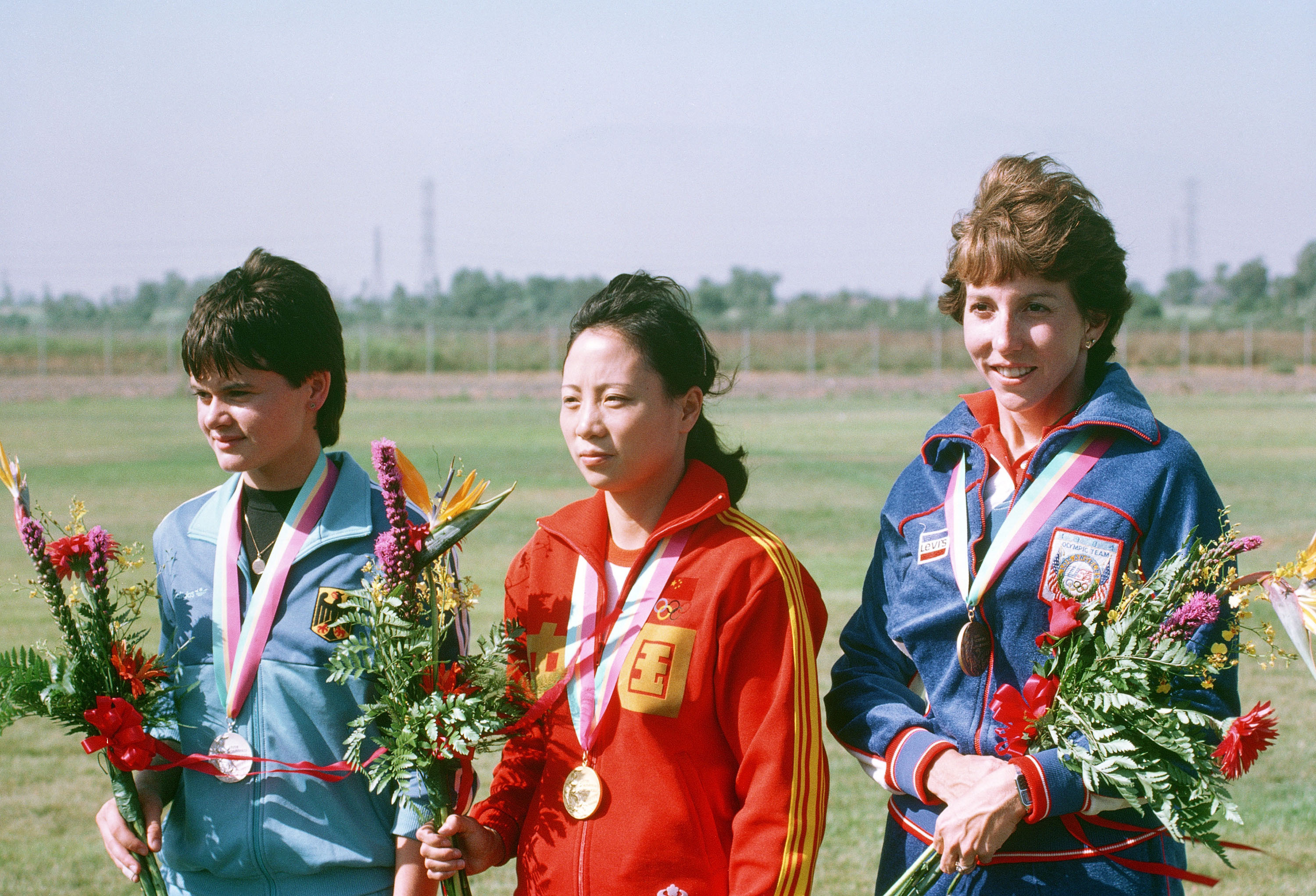
Ulrike Holmer (links) 1984 bei den Olympischen Spielen

Ulrike Holmer, jetzt Ulrike Lederer (* 6. Oktober 1967 in Mallersdorf) ist eine ehemalige deutsche Sportschützin.

## Werdegang
Ulrike Holmer trat für den niederbayerischen Verein Wilderer Neufahrn an. Neben einigen Medaillen im Jugendbereich gehörte sie 1983 bereits zur Weltmeister-Mannschaft in der Erwachsenenklasse. Zusammen mit Silvia Sperber, Sigrid Lang, Monika Sonnet und Gisela Sailer gewann sie bei der Weltmeisterschaft 1983 in Innsbruck die Mannschaftswertung mit dem Luftgewehr. Bei den Olympischen Spielen 1984 in Los Angeles belegte sie im Kleinkaliber-Dreistellungskampf den zweiten Platz und gewann damit eine Silbermedaille. Dafür wurde sie – wie alle Medaillengewinner bei Olympischen Spielen – vom Bundespräsidenten mit dem Silbernen Lorbeerblatt ausgezeichnet. Sie lag hinter der Chinesin Wu Xiaoxuan, wobei die drittplatzierte US-Amerikanerin Wanda Jewell mit 578 Ringen die gleiche Ringezahl wie Holmer erreichte.
Zum Zeitpunkt ihrer sportlichen Erfolge war sie beruflich als Verkäuferin in der elterlichen Fleischerei tätig.